# Doyleite
La doyleite è un minerale.